# Адский остров
«Адский остров» (англ. Hell's Island) — цветной фильм нуар режиссёра Фила Карлсона, который вышел на экраны в 1955 году. Фильм снимался в широкоэкранном формате VistaVision.
Фильм рассказывает о бывшем прокуроре Майке Кормаке (Джон Пейн), который опустился до уровня вышибалы после того, как его бросила любимая невеста Джанет (Мэри Мёрфи). К Майку обращается подозрительный человек в инвалидном кресле (Фрэнсис Л. Салливан) с предложением за вознаграждение найти и доставить ему ценный рубин. Его должен был ему перевезти на самолёте из карибского города Пуэрто-Росарио лётчик Эдуардо Мартин (Пол Пичерни), за которого Джанет вышла замуж. Прибыв в Пуэрто-Росарио, Майк проводит расследование, в итоге выясняя, что Джанет подстроила авиакатастрофу самолёта Эдуардо в расчёте получить страховку за его жизнь, а также украла рубин, который, как выясняется, был ранее похищен из национального музея.
Критика высоко оценила энергичную постановку Фила Карлсона, актёрскую игру Джона Пейна и Фрэнсиса Л. Салливана, а также виды тропического острова, на фоне которых развиваются основные события. С другой стороны, некоторые критики обращали внимание на невысокий темп и сюжетную предсказуемость истории.
В 1962 году фильм повторно вышел в прокат над названием «Ярость южного моря» (англ. South Sea Fury).

## Сюжет
В больничной палате американцу Майку Кормаку (Джон Пейн) извлекают из плеча пулю, после чего прямо на операционном столе он рассказывает капитану Пенье (Эдуардо Норьега) из полиции Пуэрто-Росарио о событиях последних нескольких дней:
Майк служил помощником окружного прокурора Лос-Анджелеса и в течение трёх лет был помолвлен с красавицей Джанет (Мэри Мёрфи), с которой был знаком со времени своей учёбы в юридической школе. После того, как Джанет неожиданно вышла замуж за лётчика Эдуардо Мартина (Пол Пичерни) и уехала, Майк потерял душевное равновесие, стал пить, был вынужден уйти с работы и в итоге опустился до положения сотрудника службы безопасности, а фактически вышибалы, в дорогом казино «Голубой бриллиант» в Лас-Вегасе. Как рассказывает Майк, несколько дней назад в казино к нему неожиданно обратился незнакомец в инвалидном кресле, который представился как Барзленд (Фрэнсис Л. Салливан). Он предложил Майку 5 тысяч долларов за то, чтобы тот вернул рубин, который, как утверждает Барзленд, принадлежит ему. Барзленд даёт понять, что отлично осведомлён о биографии Майка и, в частности, о его былом романе с Джанет. Далее он рассказывает, что некоторое время назад нанял Эдуардо Мартина и его напарника Фернандеса, чтобы они доставили ему рубин из Пуэрто-Росарио, однако самолёт, которым управлял Фернандес, потерпел аварию, после чего рубин исчез. Майк с подозрением относится к Барзленду, однако ради денег и особенно ради того, чтобы вновь увидеть Джанет, соглашается отправиться в Пуэрто-Росарио на поиски рубина. Получив аванс в тысячу долларов, Майк прибывает в этот небольшой карибский городок. Поселившись в гостинице, Майк начинает вести себя как турист, блуждая по улицам города, и вскоре на рыночной площади встречает Джанет в сопровождении своего слуги Мигеля (Роберт Кабал). Джанет однако делает вид, что не узнаёт Майка и быстро уходит. Тем не менее, тем же вечером Мигель приезжает за Майком в гостиницу и отвозит его на виллу Джанет.
Любезно встретив Майка, она сообщает ему, что Эдуардо отбывает пожизненный срок на острове в 15 милях от Пуэрто-Росарио за преступление, которого он не совершал. Джанет рассказывает, что когда-то у Эдуардо вместе с партнёром было два небольших самолёта, на которых они совершали коммерческие рейсы. Однако последние полгода его бизнес шёл плохо, в результате Эдуардо был вынужден один самолёт продать, а второй заложил Фернандесу, но не смог выплатить залог. В этот момент он получил важный заказ. Эдуардо нашёл в баре Фернандеса и потребовал свой самолёт, заявив в присутствии сотни свидетелей, что если тот не даст ему самолёт, он убьёт его. На следующий день Фернандес сам поехал в аэропорт, чтобы выполнить заказ, однако вскоре после того, как самолёт оторвался от земли, он упал и разбился. Фернандес погиб, а в суде было установлено, что система подачи топлива была умышленно испорчена ещё перед вылетом. В заключение Джанет категорически утверждает, что Эдуардо не убивал Фернандеса. После этого она, жалуясь на страх и одиночество, пытается обнять Майка, однако он вежливо отстраняет её и уезжает в гостиницу. На следующий день Майк отправляется в аэропорт, где выясняет, что самолёт Эдуардо и Фернандеса перед вылетом обслуживал механик по имени Карлос. Майк находит жилище Карлоса неподалеку от аэропорта, где пытается поговорить со скрытной матерью Карлоса, которая во дворе дома занимается изготовлением керамических изделий. От соседского подростка Майк узнаёт, что Карлос со своим петухом-чемпионом отправился на петушиные бои, которые проходят недалеко от их дома. Найдя Карлоса на ринге для боёв, Майк предлагает ему деньги за информацию о рубине. Но в этот момент начинается петушиный бой, и Карлос обещает поговорить с ним сразу после окончания боя. Майк занимает место на трибуне, где замечает среди зрителей коридорного Лало (Пепе Херн) из гостиницы, а также Мигеля. Вскоре после начала боя в зале неожиданно гаснет свет, а когда освещение восстанавливается, зрители видят на ринге тело убитого Карлоса.
Полиция доставляет всех присутствовавших в зале для боёв в участок. В кабинете Пеньи Майк рассказывает капитану, что прибыл как адвокат Эдуардо Мартина, чтобы разобраться в деле о пибели Фернандеса в авиакатастрофе, так как его жена считает, что он невиновен и осуждён ошибочно. В ответ Пенья заявляет, что у него есть как минимум двадцать свидетелей, которые слышали, как Эдуардо угрожал убить Фернандеса, если тот возьмёт самолёт. Пенья арестовал его лично, когда Эдуардо на месте катастрофы пытался скрыть следы того, что топливная система была испорчена умышленно. По словам Пеньи, ему также известно, что самолёт неоднократно использовался для транспортировки контрабанды. Узнав от капитана о друге и советнике Джанет по имени Поль Арман (Арнольд Мосс), Майк направляется к нему в антикварный магазин. Поль также настаивает на том, что Эдуардо невиновен, при этом утверждая, что ему ничего не известно о рубине. После этого Майк встречается с Джанет в ресторане, а затем привозит её в гостиницу. Она заявляет, что уже не любит Эдуардо, но не может бросить его, и потому просит Майка помочь ему сбежать. Поначалу Майк отказывается, заявляя, что Пенья взял Эдуардо с поличным и что тот сознался в преступлении. После этого Джанет признаётся в том, что это она испортила регулятор подачи топлива самолёта, однако думала, что самолёт просто не сможет взлететь. Как догадывается Майк, Эдуардо понял, кто испортил самолёт и попытался скрыть следы преступления, а когда это не получилось, взял вину на себя. Когда Джанет заявляет, что сейчас же пойдёт к капитану Пенье и во всём сознается, Майк останавливает её и они целуются. Майк соглашается ей помочь, но взамен просит её рассказать всё, что она знает о рубине. Джанет заявляет, что ничего об этом не знает, после чего у неё начинается истерика. Майк целует её и укладывает спать в своём номере, а сам незаметно едет к ней домой в поисках рубина. Там он обнаруживает, что внутри всё перевёрнуто вверх дном, а Мигель смертельно ранен. Умирающий слуга произносит по-испански «человек в инвалидном кресле».
Когда Майк возвращается к своей машине, кто-то сзади бьёт его револьвером по лицу, и он теряет сознание. Майк приходит в себя на незнакомой вилле, где видит перед собой Барзленда в компании своего помощника Лоренса (Уолтер Рид). Барзленд, который не нашёл рубин у Джанет, знает, что она и Поль зафрахтовали катер, предполагая, что они вместе с Майком собираются бежать с рубином. Майк обвиняет Барзленда в убийстве Мигеля и отказывается работать на него. После этого по приказу Барзленда один из его подручных, Торбиг (Шандор Сабо), избивает Майка, требуя сказать, где рубин. Когда Майк пытается сопротивляться, его бьют рукояткой револьвера по голове и запирают в одной из подвальных комнат. Придя в себя, Майк требует разговора с Барзлендом. Когда Лоренс открывает дверь, Майк выхватывает у него револьвер и избивает его, после чего выходит на улицу, где в драке сталкивает Торбига в пруд с крокодилами и убегает. Автостопом Майк возвращается в город, договариваясь о встрече с Джанет в антикварном магазине Поля. Там разъярённый Майк требует, чтобы Джанет рассказала ему о рубине, иначе он угрожает сдать её полиции. Она говорит, что это очень большой древний рубин, который Торбиг показал Полю, после чего предложил ему и Эдуардо за 10 тысяч долларов доставить его в США Барзленду. Джанет очень хотела, чтобы самолёт достался Эдуардо, так как это решило бы их финансовые проблемы. Она думает, что Эдуардо спрятал рубин в самолёте ночью перед вылетом в США. Однако после аварии рубин не нашли. Она думает, что Эдуардо успел где-то перепрятать рубин перед тем, как Пенья его арестовал. Она подозревает, что Эдуардо собирается заполучить рубин как только сбежит из тюрьмы. Джанет говорит, что если Эдуардо известно, где находится рубин, она обещает, что после того, как они его найдут, то поделят его стоимость на четверых, включая Майка. После этого Майк соглашается отправиться с ней и Полем на остров, где расположена тюрьма Эдуардо, чтобы осуществить его побег.
Около острова Майк оставляет Джанет и Поля в катере, а сам под прикрытием темноты гребёт к берегу на надувной лодке. Как только Майк скрывается из виду, Джанет приказывает Полю плыть обратно в Пуэрто-Росарио, а когда он отказывается, она хладнокровно убивает его из пистолета. Тюремный режим на острове соблюдается довольно слабо, и Майку не составляет труда проскользнуть мимо тюремной охраны и зайти в камеру Эдуардо. Когда Майк говорит, что пришёл, чтобы помочь ему бежать, Эдуардо неожиданно отказывается. После этого Эдуардо рассказывает Майку, что это Джанет намеренно испортила самолёт, так как думала, что в этот день полетит именно он. Она это сделала, рассчитывая получить 100 тысяч долларов, на которые была застрахована жизнь Эдуардо. Однако она не рассчитала, что у Эдуардо по дороге сломается машина, и Фернандес первым доберётся до самолёта и в результате погибнет при взлёте. Эдуардо заявляет, что сейчас в тюрьме он находится в безопасности, но опасен для Джанет, а в случае побега его могут по закону убить в любой момент. Кроме того, он уверен, что организацию его побега специально устроила Джанет, которая именно на то и рассчитывает, что Эдуардо будет убит при попытке к бегству, и уже наверняка уведомила о предстоящем побеге полицию.
Действительно, вскоре в тюрьме звучит серена и начинается облава. Майк спокойно сдаётся властям и просит проводить его к тюремному начальству. После того, как благодаря Пенье его отпускают, Майк направляется домой к Джанет, которую гневно обвиняет в том, что она его подставила при побеге. Джанет валит всю вину на Поля, который испугался и решил сбежать, и когда она стала с ним бороться, он случайно упал за борт и погиб. После этого Майк заявляет, что Эдуардо был убит во время побега и что ему известно о 100 тысячах долларов страховки, которую они теперь получат на двоих. После этого Майк приходит в весёлое состояние, целует и обнимает Джанет, заставляя её поверить в то, что теперь они заодно. Он говорит, что ситуация с Фернандесом и Эдуардо ему понятна. Однако он просит Джанет подтвердить, что Мигель по её указанию убил Карлоса, вероятно, потому, что Карлос знал, где находится рубин. Майк говорит, что после его ухода за Карлосом его мать послала мальчика на велосипеде предупредить кого-то, вероятно, Джанет, что Карлос может рассказать Майку, где находится рубин. И тогда Джанет приказала Мигелю убить Карлоса. Однако Джанет продолжает утверждать, что ей ничего не известно о рубине. После этого Майк заявляет, что сдаст её полиции. Джанет бросается ему на шею, однако Майк отталкивает её, и Джанет рукой случайно сбивает со шкафа керамическую фигурку, сделанную матерью Карлоса. Среди разлетевшихся кусочков Майк видит огромный рубин, который был украден из местного музея. Взяв в руку рубин, Майк обвиняет Джанет в том, что она похитила его ещё до того, как подстроила аварию самолёта, и приказала матери Карлоса спрятать его внутри одной из своих керамических фигурок. Таким образом Джанет рассчитывала заполучить и рубин, и страховую выплату в связи с гибелью мужа.
В этот момент Майк приглашает капитана Пенью, который слышал весь разговор с Джанет, и собирается её арестовать. Однако почти тут же в квартире появляются Барзленд в сопровождении вооружённого Лоренса, заявляя, что он заберёт рубин. Майк бросается на Лоренса и сбивает его с ног, после чего Пенья достаёт пистолет и вступает с Лоренсом в борьбу, расправляясь с ним. Тем временем Барзленд также достаёт пистолет и стреляет в Майка, попадая ему в плечо. Раненый Майк толкает Барзленда в его инвалидной коляске, в результате чего тот разбив, большое панорамное окно, вылетает сквозь него, падает с обрыва и разбивается насмерть. Передав рубин Пенье, Майк теряет сознание. На этом Майк заканчивает свой рассказ Пенье, после чего через больничное окно наблюдает за тем, как полиция уводит Джанет. Майк прощается с Пенье и отправляется в аэропорт.

## В ролях
- Джон Пейн — Майк Кормак
- Мэри Мёрфи — Джанет Мартин
- Эдуардо Норьега — инспектор Пенья
- Фрэнсис Л. Салливан — Барзленд
- Арнольд Мосс — Поль Арман
- Пол Пичерни — Эдуардо Мартин
- Уолтер Рид — Лоренс
- Пепе Херн — Лало (коридорный)
- Роберт Кабал — Мигель (слуга)
- Шандор Сабо — Йохан Торбиг

## Создатели фильма и исполнители главных ролей
Продюсерская компания Pine-Thomas Productions специализировалась на производстве низкобюджетных коммерческих приключенческих фильмов, фильмов нуар и вестернов для студии Paramount Pictures. Компания проработала с 1940 по 1957 год, произведя за это время в общей сложности 81 фильм.
В 1949 году с этой компанией подписал многолетний контракт Джон Пейн, опытный актёр, известный по таким фильмам, как «Серенада солнечной долины» (1941) и «Чудо на 34-й улице» (1947). В рамках контракта с Pine-Thomas вплоть до 1957 года Пейн снялся в одиннадцати фильмах, среди которых вестерны «Эль Пасо» (1949), «Орёл и ястреб» (1950) и «Проход на Запад» (1951), а также приключенческие мелодрамы «Триполи» (1950) и «Против ветров» (1951).
Как написал историк кино Марк Демиг, режиссёра Фила Карлсона «любители кино ценят за его крутые, суровые криминальные драмы». Он, в частности, известен постановкой таких фильмов нуар, как «Тайны Канзас-Сити» (1952), «Ривер-стрит, 99» (1953), в которых главную роль исполнил Пейн, а также «Скандальная хроника» (1952) и «История в Феникс-Сити» (1955).
Мэри Мёрфи сыграла главную женскую роль в социальной драме с Марлоном Брандо «Дикарь» (1953), главные роли в фильме ужасов «Безумный фокусник» (1954) и фильме нуар «Живи быстро, умри молодым» (1958), а также важные роли второго плана в таких значимых картинах, как «Сестра Керри» (1952) и «Часы отчаяния» (1955).

## История создания и проката фильма
Рабочими названиями фильма были «Любовь — это оружие» англ.  Love Is a Weapon и «Рубиновая дева» англ.  The Ruby Virgin.
Фильм поступил в производство в начале июня 1954 года и вышел на экраны в мае 1955 года.
Хотя по информации Майка Демига, фильм частично снят на натуре на Карибах, большая часть фильма снималась в павильонах студии компании Paramount в Голливуде.
Фильм почти полностью построен из флэшбеков, которые сопровождаются закадровым комментарием Джона Пейна, который в картине играет главную роль Майка Кормака.
В 1962 году фильм был повторно выпущен в прокат под названием «Ярость южного моря» англ.  South Sea Fury.

## Оценка фильма критикой

### Общая оценка фильма
После выхода фильма на экраны рецензент «Нью-Йорк Таймс» Говард Томпсон дал ему невысокую оценку, отметив, что единственным его достоинством является «поразительное использование формата VistaVision, который даёт более широкий взгляд на красивые тропические виды, являющиеся фоном картины». В остальном же «всё медленно и очевидно», и, кроме того, «невыносимо смотреть на то, как Пейн столь охотно даёт водить себя за нос». По мнению Томпсона лишь небольшая сцена на арене для петушиных боёв выделяется своей остротой на фоне в целом «безразличного сценария Максвелла Шейна и скучной режиссуры Фила Карлсона». С другой стороны, обозреватель журнала Variety пришёл к заключению, что «Карлсон придаёт повествованию жёсткое направление, иногда замедляя темп, но в целом рассказывая оживленную историю, в которой способные актёры придают реализм своим ярким персонажам».
Современный киновед Деннис Шварц оценил картину как «мелодраматический фильм нуар с отличными натурными съёмками на Карибском море». По мнению Майкла Кини, это «стандартная приключенческая история, которая доставляет умеренное наслаждение», хотя «Пейн и переигрывает в роли крутого парня».
Историк жанра нуар Алан Силвер напомнил, что эта картина «вышла в конце эпохи фильмов нуар, после многих других нуарных и родственных нуару фильмов с Джоном Пейном в главной роли», среди которых «Ривер-стрит, 99» и «Тайны Канзас-Сити», которые также поставил Фил Карлсон. По словам критика, «ко времени этого фильма усталость Пейна от мира стала симптоматичной для всего движения нуар», и «его характерная неулыбчивая и утомлённая манера стала чем-то вроде иконы нуара» . Как далее отмечает Силвер, «по мере того, как Кормак бесстрастно вспоминает события, которые привели к аресту Джанет, он также описывает собственную слепоту по отношению к её истинной природе, в результате чего он был обманут ей дважды». С этой точки зрения «весь его рассказ становится убедительным признанием человеческой слабости. Его рассказ о психических страданиях и наглядная демонстрация физического наказания становятся для него чем-то вроде чистилища», пройдя через которое Кормак в конце концов восстанавливает себя и свою жизнь.

### Оценка актёрской игры
По мнению Томпсона, главная героиня в исполнении Мёрфи оказывается «типичной стереотипной роковой женщиной… Мисс Мерфи, которая так хорошо справилась с ролью потрепанного ангела в фильме „Дикарь“, здесь никого бы не обманула». Если Пейн подобран на роль идеально, то Мёрфи взята на роль ошибочно. Кроме того, «сильный вклад с ролями второго плана внесли Арнольд Мосс и Фрэнсис Л. Салливан». Рецензент Variety полагает, что «Пейн отлично справляется со своей энергичной ролью, а Мерфи очень грамотно играет свою первую отрицательную роль». Отмечается также «прекрасный подбор актёров второго плана, который включает Салливана, Уолтера Рида в роли его силовика, Арнольда Мосса, который помогает героине, но она его убивает, Пола Пичерни в роли её мужа и Эдуардо Норьеги роли инспектора полиции, который помогает Пейну». Шварц среди актёров особенно выделяет Фрэнсиса Л. Салливана, который «играет Барзленда с изяществом Сидни Гринстрита».
Как отмечает Силвер, «Кормак в исполнении Пейна проходит эволюцию от побеждённого и безнадёжного персонажа к человеку, который упорно хватается за свой второй шанс. На этом пути он демонстрирует стойкость того, которого нельзя подавить ещё больше». Ведь, по словам Силвера, «Джанет Мартин представляет собой не просто потерянную им женщину, а в сексуальной трактовке фильма нуар, его утерянное чувство собственного достоинства. Кормак с готовностью терпит как физические травмы, так и эмоциональное унижение лишь бы заполучить её снова».